# バンジャマン・コルニェ
バンジャマン・コルニェ(1987年4月6日-)はフランスの元サッカー選手。現役時代のポジションはMF。

## 経歴
2010年、ディジョンFCOに移籍した。
2012年9月4日、FCロリアンに600万ユーロで移籍した。
2013年7月、リーグ・アンのASサンテティエンヌに加入した。
2017年7月、RCストラスブールに3年契約で移籍した。